# مقاطعة سان خوان (نيومكسيكو)
مقاطعة سان خوان (بالإنجليزية: San Juan County)‏ هي إحدى مقاطعات ولاية نيومكسيكو في الولايات المتحدة الأمريكية.